# Svetovno prvenstvo v hokeju na ledu 2009 - Divizija III
Divizija III Svetovnega prvenstva v hokeju na ledu 2009 se je odvila od 10. do 16. aprila 2009. Na turnirju je sodelovalo 6 reprezentanc. 
Tekme so igrali v dvorani Dunedin Ice Stadium v Dunedinu, Nova Zelandija. 

### Sodelujoče države
1. Grčija: Udeležbo so si zagotovili s petim mestom v Diviziji III 2008.
2. Irska: Mesto v Diviziji III so si zagotovili s tem, ko so iz skupine A Divizije II 2008 izpadli.
3. Luksemburg: Udeležbo so si zagotovili s tretjim mestom v Diviziji III 2008.
4. Mongolija: Udeležbo so si zagotovili s šestim mestom v Diviziji III 2008.
5. Nova Zelandija: Gostiteljica; mesto v Diviziji III so si zagotovili s tem, ko so iz skupine B Divizije II 2008 izpadli.
6. Turčija: Udeležbo so si zagotovili s četrtim mestom v Diviziji III 2008.

## Končna lestvica
|   | Reprezentanca  | OT | Z | ZPP | PPP | P | GF | GA | GR  | TOČ |
| - | -------------- | -- | - | --- | --- | - | -- | -- | --- | --- |
| 1 | Nova Zelandija | 5  | 4 | 1   | 0   | 0 | 32 | 7  | 25  | 14  |
| 2 | Turčija        | 5  | 4 | 0   | 0   | 1 | 28 | 14 | 14  | 12  |
| 3 | Luksemburg     | 5  | 3 | 0   | 0   | 2 | 26 | 18 | 8   | 9   |
| 4 | Grčija         | 5  | 2 | 0   | 1   | 2 | 18 | 21 | -3  | 7   |
| 5 | Irska          | 5  | 1 | 0   | 0   | 4 | 12 | 31 | -19 | 3   |
| 6 | Mongolija      | 5  | 0 | 0   | 0   | 5 | 0  | 25 | -25 | 0   |

Nova Zelandija in Turčija napredujeta v Divizijo II za 2010. 

### Rezultati
| Reprezentanca  | Grčija   | Irska | Luksemburg | Nova Zelandija | Turčija |
| -------------- | -------- | ----- | ---------- | -------------- | ------- |
| Grčija         |          | 7-3   | 2-7        | 3-4 (OT)       | 1-7     |
| Irska          | 3-7      |       | 3-8        | 0-9            | 1-7     |
| Luksemburg     | 7-2      | 8-3   |            | 2-6            | 4-7     |
| Nova Zelandija | 4-3 (OT) | 9-0   | 6-2        |                | 8-2     |
| Turčija        | 7-1      | 7-1   | 7-4        | 2-8            |         |

## Tekme
| 10. april 2009 13:00 | Mongolija | 0 - 5 (predaja) | Turčija | Dunedin Ice Stadium, Dunedin |

| Poročilo tekme      | Poročilo tekme | Poročilo tekme | Poročilo tekme | Poročilo tekme |
| ------------------- | -------------- | -------------- | -------------- | -------------- |
| Začetek: ni podatka |                |                |                |                |

| 10. april 2009 16:30 | Irska | 3 - 7 | Grčija | Dunedin Ice Stadium, Dunedin |

| Poročilo tekme      | Poročilo tekme | Poročilo tekme | Poročilo tekme | Poročilo tekme |
| ------------------- | -------------- | -------------- | -------------- | -------------- |
| Začetek: ni podatka |                |                |                |                |

| 10. april 2009 20:00 | Luksemburg | 2 - 6 | Nova Zelandija | Dunedin Ice Stadium, Dunedin |

| Poročilo tekme      | Poročilo tekme | Poročilo tekme | Poročilo tekme | Poročilo tekme |
| ------------------- | -------------- | -------------- | -------------- | -------------- |
| Začetek: ni podatka |                |                |                |                |

| 11. april 2009 13:00 | Grčija | 5 - 0 (predaja) | Mongolija | Dunedin Ice Stadium, Dunedin |

| Poročilo tekme      | Poročilo tekme | Poročilo tekme | Poročilo tekme | Poročilo tekme |
| ------------------- | -------------- | -------------- | -------------- | -------------- |
| Začetek: ni podatka |                |                |                |                |

| 11. april 2009 16:30 | Irska | 3 - 8 | Luksemburg | Dunedin Ice Stadium, Dunedin |

| Poročilo tekme      | Poročilo tekme | Poročilo tekme | Poročilo tekme | Poročilo tekme |
| ------------------- | -------------- | -------------- | -------------- | -------------- |
| Začetek: ni podatka |                |                |                |                |

| 11. april 2009 20:00 | Nova Zelandija | 8 - 2 | Turčija | Dunedin Ice Stadium, Dunedin |

| Poročilo tekme      | Poročilo tekme | Poročilo tekme | Poročilo tekme | Poročilo tekme |
| ------------------- | -------------- | -------------- | -------------- | -------------- |
| Začetek: ni podatka |                |                |                |                |

| 13. april 2009 13:00 | Irska | 5 - 0 (predaja) | Mongolija | Dunedin Ice Stadium, Dunedin |

| Poročilo tekme      | Poročilo tekme | Poročilo tekme | Poročilo tekme | Poročilo tekme |
| ------------------- | -------------- | -------------- | -------------- | -------------- |
| Začetek: ni podatka |                |                |                |                |

| 13. april 2009 16:30 | Luksemburg | 4 - 7 | Turčija | Dunedin Ice Stadium, Dunedin |

| Poročilo tekme      | Poročilo tekme | Poročilo tekme | Poročilo tekme | Poročilo tekme |
| ------------------- | -------------- | -------------- | -------------- | -------------- |
| Začetek: ni podatka |                |                |                |                |

| 13. april 2009 20:00 | Nova Zelandija | 4 - 3 (OT) | Grčija | Dunedin Ice Stadium, Dunedin |

| Poročilo tekme      | Poročilo tekme | Poročilo tekme | Poročilo tekme | Poročilo tekme |
| ------------------- | -------------- | -------------- | -------------- | -------------- |
| Začetek: ni podatka |                |                |                |                |

| 15. april 2009 13:00 | Grčija | 2 - 7 | Luksemburg | Dunedin Ice Stadium, Dunedin |

| Poročilo tekme      | Poročilo tekme | Poročilo tekme | Poročilo tekme | Poročilo tekme |
| ------------------- | -------------- | -------------- | -------------- | -------------- |
| Začetek: ni podatka |                |                |                |                |

| 15. april 2009 16:30 | Turčija | 7 - 1 | Irska | Dunedin Ice Stadium, Dunedin |

| Poročilo tekme      | Poročilo tekme | Poročilo tekme | Poročilo tekme | Poročilo tekme |
| ------------------- | -------------- | -------------- | -------------- | -------------- |
| Začetek: ni podatka |                |                |                |                |

| 15. april 2009 20:00 | Mongolija | 0 - 5 (predaja) | Nova Zelandija | Dunedin Ice Stadium, Dunedin |

| Poročilo tekme      | Poročilo tekme | Poročilo tekme | Poročilo tekme | Poročilo tekme |
| ------------------- | -------------- | -------------- | -------------- | -------------- |
| Začetek: ni podatka |                |                |                |                |

| 16. april 2009 13:00 | Turčija | 7 - 1 | Grčija | Dunedin Ice Stadium, Dunedin |

| Poročilo tekme      | Poročilo tekme | Poročilo tekme | Poročilo tekme | Poročilo tekme |
| ------------------- | -------------- | -------------- | -------------- | -------------- |
| Začetek: ni podatka |                |                |                |                |

| 16. april 2009 16:30 | Luksemburg | 5 - 0 (predaja) | Mongolija | Dunedin Ice Stadium, Dunedin |

| Poročilo tekme      | Poročilo tekme | Poročilo tekme | Poročilo tekme | Poročilo tekme |
| ------------------- | -------------- | -------------- | -------------- | -------------- |
| Začetek: ni podatka |                |                |                |                |

| 16. april 2009 20:00 | Nova Zelandija | 9 - 0 | Irska | Dunedin Ice Stadium, Dunedin |

| Poročilo tekme      | Poročilo tekme | Poročilo tekme | Poročilo tekme | Poročilo tekme |
| ------------------- | -------------- | -------------- | -------------- | -------------- |
| Začetek: ni podatka |                |                |                |                |